# 莱吉耶
莱吉耶（法語：L'Éguille，法語發音：[leɡɥij]），亦称瑟德爾河畔莱吉耶（法語：L'Éguille-sur-Seudre），是法国滨海夏朗德省的一个市镇，位于该省西南部，属于罗什福尔区。

## 地理
莱吉耶（45°42'25"N, 0°58'39"W）面积5.49 平方千米，位于法国新阿基坦大区滨海夏朗德省，该省份为法国西部滨海省份，北起旺代省，西临大西洋，南至吉倫特省，东南接多爾多涅省，东北接德塞夫勒省接壤，东临夏朗德省。
与莱吉耶接壤的市镇（或旧市镇、城区）包括：勒加、瑟德尔河畔莫尔纳克、圣叙尔皮斯-德鲁瓦扬、索容。

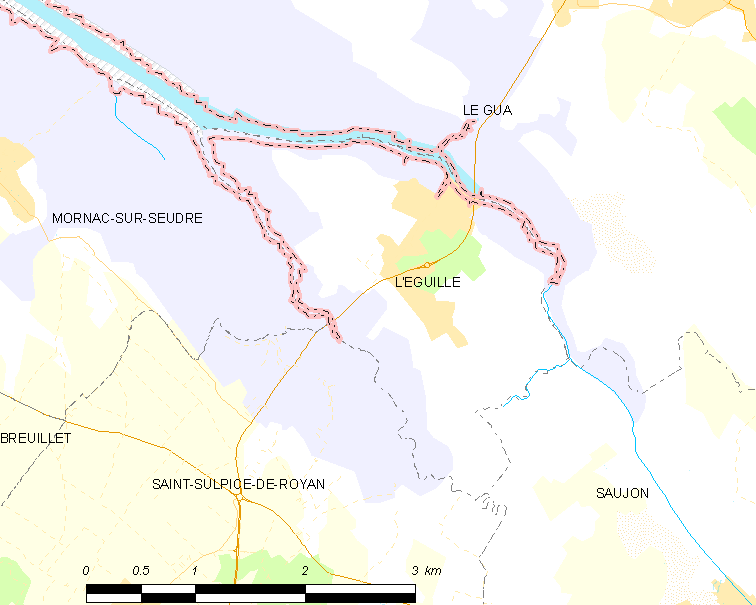
莱吉耶的OSM定位图

莱吉耶的时区为UTC+01:00、UTC+02:00（夏令时）。

## 行政
莱吉耶的邮政编码为17600，INSEE市镇编码为17151。

## 政治
莱吉耶所属的省级选区为索容县。

## 人口

1962-2008年间莱吉耶人口变化图示

莱吉耶于2022年1月1日时的人口数量为909人。

## 友好城市
- 法國 艾吉耶